# كيفن دنيس
كيفن دنيس (بالإنجليزية: Kevin Dennis)‏ (14 ديسمبر 1976 في المملكة المتحدة - ) هو لاعب كرة قدم بريطاني في مركز الوسط. لعب مع نادي أرسنال ونادي برينتفورد وهامبتون أند ريتشموند بورو وتشيشام يونايتد ‏ وويلينج يونايتد.

## وصلات خارجية
- كيفن دنيس على موقع Soccerbase.com (لاعب) (الإنجليزية)